# سادات بيكر
سادات بيكر (من مواليد 26 يونيو 1971) هو زعيم مافيا تركي، ومُبلغ عن المخالفات، حيث كشف معلومات حساسة حول هيكل السلطة السياسية التركية والعديد من المشاركات الحكومية في أنشطة ربما تكون غير قانونية من خلال قناته الخاصة على يوتيوب، وهو أيضًا رائد أعمال له علاقات طويلة الأمد في الحكومة والجيش خلال التسعينات. وقد وصف نفسه بأنه وحدوي تركي وطوراني.

## الحياة
ولد بيكر في آدابازاري بمحافظة صقاريا التركية. وفقًا لموقعه الشخصي على الإنترنت، فهو من أصل قوقازي. لقد أمضى وقتًا طويلاً في ألمانيا وهو طوراني معروف وفقًا لمقابلة مع صحيفة ملليت.
حوكم بيكر بتهمة قتل مهرب المخدرات عبد الله توبشو، لكن تمت تبرئته. كما حُكم على المتهمين الآخرين في نفس القضية، اللذان يعتبران من موظفي بيكر، بالسجن مدى الحياة.
بعد ذلك، هرب إلى رومانيا وطُلب إليه، من بين أمور أخرى، حماية الابتزاز والإكراه والتحريض على القتل. خلال هذا الوقت، أفادت الأنباء أن وزيرًا وعضوًا برلمانيًا من حزب الوطن الأم زار بيكر، وضمن منه، مقابل خدمة غير معروفة، أن يتم سجنه لفترة قصيرة فقط. كشف سادات بيكر في عام 2022 أن الخدمة التي ضمنت إطلاق سراحه كانت تقديم شريط فيديو لرئيس الوزراء آنذاك مسعود يلماز وهو يتعرض للضرب في المجر بسبب ديونه المتعلقة بالمقامرة.
في 17 أغسطس 1998، حضر بيكر إلى تركيا بمحض إرادته وسلم نفسه للسلطات. فُتحت الدعوى ضده في سبتمبر 1998. لقد أقر بالذنب في الجرائم التي اتهم بارتكابها وأدين بتكوين منظمة إجرامية. خلال المحاكمة، أدلى بيكر ببعض الملاحظات المثيرة للاهتمام، والتي لم يوضحها أبدًا: "أرسل لي عضو كبير السن في البرلمان رسالة نصية قصيرة تقول إنه لا ينبغي أن أتصرف بغطرسة". أود أن أخبركم (أي المحكمة) بكل شيء، لأنني إذا لم أفعل، فقد يحدث أنني أنتحر في ظل ظروف مريبة". لقد طالب المدعون بسجنه ما لا يقل عن 7 سنوات ونصف، لكن لم يُحكم على بيكر إلا بثمانية أشهر و29 يومًا. أطلق سراحه في 24 مايو 1999.
في 12 مايو 2005، تم اعتقاله خلال عملية الفراشة. في 31 يناير 2007، أدين بتأسيس وقيادة منظمة إجرامية، والسرقة، والتزوير، وتهمتين بالسجن الزائف، وقد حُكم عليه بالسجن 14 عامًا وخمسة أشهر.
في 30 مايو 2008، أثناء سجنه، تزوج بيكر من محاميته أوزجي يلماز.
يُزعم أن بيكر عضو في منظمة تركية سرية تدعى منظمة إرغينكون. قال فيلي كوتشوك في عام 2008 أن بيكر كان «ابن صديق». وفي 5 أغسطس 2013، حُكم على بيكر بالسجن لمدة عشر سنوات كجزء من محاكمات إرغينكون؛ ومع ذلك، تم إطلاق سراحه مع المدانين الآخرين بعد بضعة أشهر.
في 13 يناير 2016، قال بيكر في خطاب حضره عدد كبير من الحضور أن الأكاديميين الذين وقعوا على عريضة السلام مع حزب العمال الكردستاني سيتم ذبحهم: «سوف نجعل دماءكم تصب وسنستحم فيها!» وبسبب هذا الخطاب تمت محاكمته، لكن تمت تبرئته في يوليو 2018.
في أوائل عام 2020، سافر من تركيا إلى الجبل الأسود، ثم غادر البلقان إلى المغرب، ثم إلى الإمارات العربية المتحدة لاحقًا.[بحاجة لمصدر]

## التبليغ عن الحكومة التركية
في أوائل عام 2020، سافر من تركيا إلى الجبل الأسود، ثم غادر البلقان إلى المغرب، ثم إلى الإمارات العربية المتحدة لاحقًا. زعم سادات بيكر تورط وزير الداخلية التركي الأسبق محمد آغار مع إركان، نجل رئيس الوزراء السابق بن علي يلدرم، في مخطط دولي لتهريب المخدرات. كما اتهم لاحقًًا منظمة منظمة سادات، التي أسسها العميد المتقاعد والمستشار الرئاسي السابق عدنان تانريفيردي، بالتورط في شحن الأسلحة إلى جبهة النصرة أثناء الحرب الأهلية السورية.
وفي 12 ديسمبر 2021، أصدرت 140 جورنوس فيلمًا وثائقيًا على يوتيوب يظهره وبعض الصحفيين البارزين والشخصيات السياسية مثل نائب رئيس الوزراء السابق بولنت أرينج في تركيا. تطرق الفيلم الوثائقي إلى تأثير الدولة العميقة في تركيا على النظام السياسي والقضائي وكيف بدأ تورط سادات بيكر في فضائح الحكومة.

### اتهامات تتعلق بتورط الحكومة التركية في قتل الصحفيين
في مايو 2021، وفي مقطع فيديو على يوتيوب، اتهم بيكر تولغا آغار، نجل وزير الداخلية الأسبق محمد آغار، باغتصاب وقتل الطالبة والصحفية الكازاخستانية يلدانا كهارمان. لقد زعم بيكر في فيديو، أن لوزير الداخلية الأسبق محمد آغار يدًا في قتل الصحفي الاستقصائي أوغور مومجو في العام 1993 والذي قتل في تفجير قنبلة زرعت بسيارته. كما اتهم كركوت إيكن، وهو ضابط سابق شغل منصبًا رفيعًا في أجهزة الاستخبارات التركية، بإصداره أمرًا بقتل الصحفي القبرصي التركي كوتلو أدالي أمام منزله في العام 1996 وأن لمحمد آغار دورًا في ذلك. لقد دعت منظمات صحفية السلطات التركية إلى التحقيق في كلامه حول مقتل صحفيين في التسعينات. كما طالبت نقابة الصحافيين الأتراك من خلال تويتر، بفتح تحقيق في مقتل الصحفيين أوغور مومجو وكوتلو أدالي، وناشدت النقابة تقديم المشتبه بهم إلى العدالة، ودَعتْ المدعين العامين إلى القيام بواجبهم. دعا ممثل منظمة مراسلون بلا حدود في تركيا، إيرول اوندر أوغلو، السلطات إلى التحقيق في حوادث مقتل عدة صحفيين تم التكتم عليها في حينه، مضيفًا في تغريدة أنّ التساؤل عن شرعية أو سلطة بيكر لتوجيه هذه الاتهامات لا يبرر الصمت.
وبسبب تداعيات هذه الإدعائات، أقيل صحفي يعمل وكالة الأناضول التركية من عمله بعد أن سأل عن اتهامات تم توجيهها من بيكر إلى وزير الداخلية التركي سليمان صويلو.

## روابط خارجية
- الموقع الرسمي سادات بيكر
- موقع بيكر لعموم تركيا
- قناة يوتيوب سادات بيكر